# Odontocolon vicinum
Odontocolon vicinum är en stekelart som först beskrevs av Cresson 1870.  Odontocolon vicinum ingår i släktet Odontocolon och familjen brokparasitsteklar. Inga underarter finns listade i Catalogue of Life.